# Ritratto dell'imperatore Massimiliano I

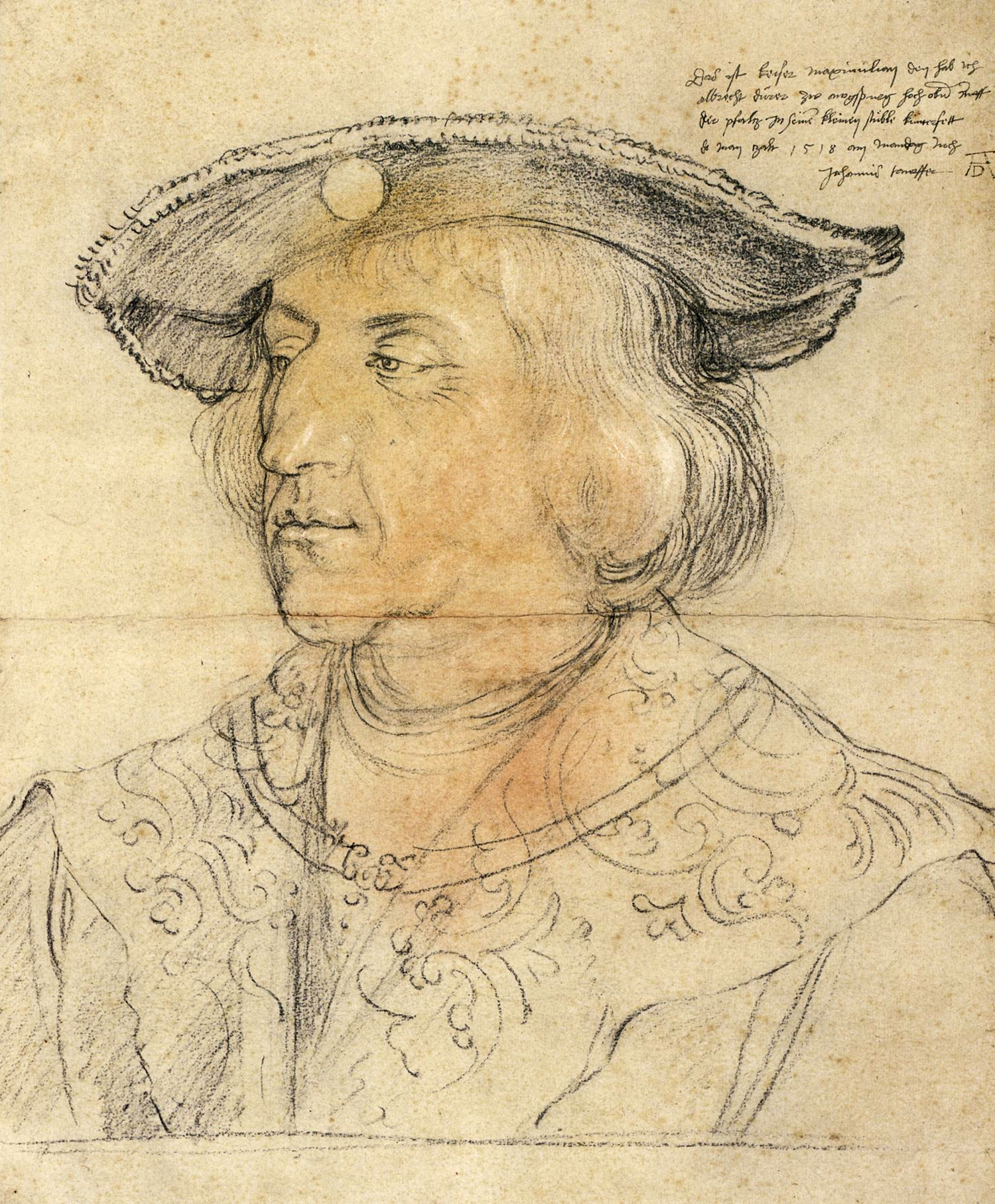
Il disegno preparatorio all'Albertina di Vienna

Il Ritratto dell'imperatore Massimiliano I è un dipinto a olio su tavola di tiglio (74x62 cm) di Albrecht Dürer, siglato e datato 1519, e conservato nel Kunsthistorisches Museum a Vienna.

## Storia
Nella primavera del 1512, per più di due mesi, il neoeletto Massimiliano I d'Asburgo si era fermato a Norimberga, dove aveva conosciuto Dürer. Per celebrare l'imperatore e la sua casata l'artista aveva concepito un'impresa mai vista, una gigantesca xilografia composta da 193 blocchi stampati separatamente e riuniti insieme a formare un grande Arco trionfale. La straordinaria impresa venne ricompensata  all'artista con un beneficio annuo di cento fiorini.
Ancora nel 1518, durante la Dieta di Augusta, Dürer venne chiamato dal sovrano per ritrarlo. L'artista incontrò l'imperatore nel castello e ne fece un disegno a matita dal vero, da cui trasse poi un ritratto su tavola. A margine del foglio annotò con un certo orgoglio: "È l'imperatore Massimiliano che io Albrecht Dürer ho ritratto ad Augusta, su in alto nel palazzo, dentro la sua piccola stanzetta, lunedì 28 giugno 1518".
L'opera venne completata quando l'imperatore era già morto, con alcune varianti rispetto al disegno iniziale.

## Descrizione e stile
Il sovrano è ritratto su sfondo verde girato di tre quarti verso sinistra, con tutto il busto fino ai gomiti e le braccia appoggiate su un ipotetico parapetto che coincide con il bordo inferiore del dipinto, secondo la maniera fiamminga. La mano destra è infatti appoggiata sul bordo, come faceva Rogier van der Weyden nei suoi ritratti, mentre la sinistra regge una grossa melagrana, simbolo di coesione nelle diversità e quindi dell'Impero stesso: i chicchi del frutto erano infatti i sudditi, che si riconoscevano nella guida del sovrano: Massimiliano, prendendolo dalla simbologia della Chiesa, ne aveva fatto un suo emblema personale.
L'imperatore indossa un grande mantello con ampi inserti di pelliccia, e un cappello scuro a larghe falde e con una spilla al centro, degno del suo rango. I capelli grigi cadono a caschetto compiendo alcune onde e incorniciano un volto scavato dagli anni, ma dignitoso e colto da un aristocratico distacco, senza guardare verso lo spettatore; nonostante ciò l'imperatore non è privo di umanità, anzi i segni del tempo ricordano la sua età di 59 anni. Gli occhi sono incavati, il naso aquilino molto pronunciato, la bocca leggermente dischiusa, il mento tondeggiante.
In alto a sinistra si trova lo stemma Asburgo con la corona imperiale e la catena del Toson d'Oro, accanto a una lunga scritta in caratteri capitali che riassume i titoli, le qualità e le date salienti della vita dell'imperatore.
(Iscrizione)